# Christian Thomas (turner)
Christian Richard Thomas (Kopenhagen, 7 februari 1896 - Gentofte, 4 oktober 1970) was een Deens turner. 
Thomas won met de Deense ploeg de gouden medaille in de landenwedstrijd volgens het vrije systeem tijdens de Olympische Zomerspelen 1920

## Resultaten

### Olympische Zomerspelen
| Jaar | Plaats    | Resultaten                         |
| ---- | --------- | ---------------------------------- |
| 1920 | Antwerpen | in de landenwedstrijd vrij systeem |